# Faaborg-Midtfyn
El municipio de Faaborg-Midtfyn (en danés, Faaborg-Midtfyn Kommune) es un municipio de la región de Dinamarca Meridional, en Fionia. Tiene un área de 637 km² y una población de 51.635 en 2012. Su nombre hace referencia a Faaborg, la localidad más poblada del término municipal, y a Fionia central (Midtfyn). Su capital, no obstante, es la localidad de Ringe.
El municipio fue creado el 1 de enero de 2007 al entrar en vigencia una reforma municipal, que integró en Faaborg-Midtfyn los antiguos municipios de Broby, Faaborg, Ringe, Ryslinge y Årslev. Al municipio le pertenecen algunas islas del estrecho del Pequeño Belt: Lyø, Avernakø y Bjørnø. Limita al oeste con Assens, al norte con Odense y Kerteminde, al este con Nyborg y Svendborg, y al sur con el Pequeño Belt.

## Localidades
| Localidades más pobladas de Faaborg-Midtfyn |                |                  |
| N.º                                         | Localidad      | Población (2012) |
| 1                                           | Faaborg        | 7.178            |
| 2                                           | Ringe          | 5.547            |
| 3                                           | Årslev         | 3.638            |
| 4                                           | Nørre Lyndelse | 1.945            |
| 5                                           | Ryslinge       | 1.801            |
| 6                                           | Kværndrup      | 1.628            |
| 7                                           | Nørre Broby    | 1.480            |
| 8                                           | Gislev         | 1.337            |
| 9                                           | Vejle          | 1.120            |
| 10                                          | Korinth        | 1.102            |